# Фонтаніва
Фонтаніва (італ. Fontaniva, вен. Fontaniva) — муніципалітет в Італії, у регіоні Венето, провінція Падуя.
Фонтаніва розташована на відстані близько 420 км на північ від Рима, 55 км на північний захід від Венеції, 28 км на північ від Падуї.
Населення — 8246 осіб (2014).
Щорічний фестиваль відбувається 1 березня. Покровитель — Santa Maria.

## Демографія
Населення за роками:

Станом на 1 січня 2023 року в муніципалітеті офіційно проживало 848 іноземців з 39 країн, серед них 389 громадян країн Євросоюзу та 19 громадян України.

## Сусідні муніципалітети
- Карміньяно-ді-Брента
- Читтаделла
- Гранторто
- Сан-Джорджо-ін-Боско